# Lucala (vattendrag i Angola)
Lucala är ett vattendrag i Angola.   Det ligger i provinsen Cuanza Norte, i den nordvästra delen av landet, 140 kilometer sydost om huvudstaden Luanda.
I omgivningarna runt Lucala växer huvudsakligen savannskog. Runt Lucala är det glesbefolkat, med 17 invånare per kvadratkilometer.